# تیرسو، سوئد
تیرسو، سوئد (به سوئدی: Tyresö Municipality) یک ناحیه شهری در سوئد است که در استان استکهلم واقع شده‌است.